# 布拉沃济
布拉沃济（法語：Blavozy，法語發音：[blavozi]）是法国上卢瓦尔省的一个市镇，位于该省中南部偏东，属于勒皮区。

## 地理
布拉沃济（45°3'25"N, 3°58'41"E）面积6.38 平方千米，位于法国奥弗涅-罗讷-阿尔卑斯大区上盧瓦爾省，该省份为法国中南部省份，北起多姆山省和卢瓦尔省，西接康塔爾省，南至洛泽尔省，东临阿尔代什省。
与布拉沃济接壤的市镇（或旧市镇、城区）包括：沙斯皮尼亚克、马尔勒韦尔、圣艾蒂安-拉尔代罗勒、圣日耳曼拉普拉德、圣皮埃尔埃纳克。

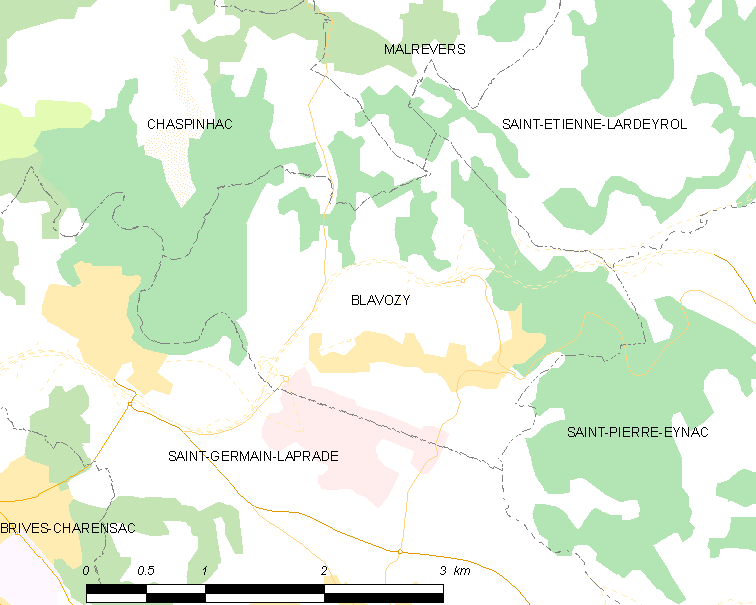
布拉沃济的OSM定位图

布拉沃济的时区为UTC+01:00、UTC+02:00（夏令时）。

## 行政
布拉沃济的邮政编码为43700，INSEE市镇编码为43032。

## 政治
布拉沃济所属的省级选区为勒皮第三县。

## 人口

1962-2008年间布拉沃济人口变化图示

布拉沃济于2022年1月1日时的人口数量为1722人。